# Alexis Dipanda Mouelle
Pour les articles homonymes, voir Dipanda et Mouelle (homonymie).
Alexis Dipanda Mouelle, née le 25 mars 1942 à Bonakou Bwapaki (Commune de Bonaléa), est un magistrat camerounais. Il occupe la fonction de premier président de la cour suprême du Cameroun de 1986 à 2014.

## Biographie

### Enfance, éducation et débuts
Alexis Dipanda Mouelle naît le 25 mars 1942 à Bonakou Bwapaki, localité située près Dimbombari dans la commune de Bonaléa dans la région du Littoral. Il obtient son baccalauréat en 1959 et intègre l'Université fédérale du Cameroun en 1960. Il fait partie de la première promotion de la Faculté de droit. Après l'obtention de sa licence en droit, il poursuit ses études en France où il obtient en 1965 un DES et DEA d'études judiciaires à l'Université Paris.

### Carrière

#### Magistrat
Alexis Dipanda Mouelle intègre la magistrature le 29 novembre 1965.  En décembre 1965,  il est nommé Juge au Tribunal hors classe de Yaoundé et cumule la fonction de  juge suppléant et de conseiller en service extraordinaire à l'ancienne Cour fédérale de justice. Le 14 août 1971, il est nommé Président du Tribunal de première instance de Foumban, puis Chef du Service des professions judiciaires à la Direction du contrôle des Services judiciaires du Ministère de la Justice en octobre 1972. Il occupe la fonction de Procureur général près la Cour d'appel du Littoral à Douala de 1975 à 1980 avant d’être nommé Secrétaire général du Ministère de la Justice le 26 septembre 1980. 

#### Cour suprême
Il fait son entrée à la Cour suprême en décembre 1986 en tant que Procureur général près de la Cour suprême. Il est nommé Premier Président de la Cour suprême du Cameroun le 30 mai 1990. Il est à la tête de la cour suprême du Cameroun pendant 24 ans. Il valide, malgré les soupçons de fraudes, les résultats de l’élection présidentielle de 1992 qui donnent Paul Biya vainqueur in extremis, face à Ni John Fru Ndi,. 
Il est envoyé à la retraite par un décret de Paul Biya en 2014,. Il est remplacé à la tête de la Cour suprême par Daniel Mekobe Sone. 

#### À l'International
Il a occupé les fonctions de Président de la 17ᵉ session du Comité des Nations unies contre la torture, celle de membre de l'Institut international de droit, d'expression et d’inspiration françaises (Idef) et de membre de la Chambre d'arbitrage de la Cour internationale de justice de La Haye.

## Œuvres
- Alexis Dipanda Mouelle, La torture, cette barbarie de l'humanité, Imprimerie Saint Paul, 1998, 266 p. (lire en ligne)

## Distinctions
- Chevalier de l'ordre de la Valeur
- Officier de l'ordre de la Valeur